# Polyura luzonicus
Polyura luzonicus är en fjärilsart som beskrevs av Rothschild 1899. Polyura luzonicus ingår i släktet Polyura och familjen praktfjärilar. Inga underarter finns listade i Catalogue of Life.